# Chino xiang
El xiang (湘语; en Changsha, [Sian˧ y˦˩]; en pinyin: Xiāngyǔ), también conocido como hunanés (湖南话, Húnán huà), es una lengua sinítica hablada principalmente en la provincia de Hunan y parte de Guangxi. Los especialistas lo dividen en antiguo xiang y nuevo xiang. El viejo xiang es de gran interés para la dialectología china ya que, junto con los dialectos del idioma wu, que siguen mostrando la distinción de tres vías de consonante obstruyente del chino medio, la preservación de las consonante fricativa, consonante africada, consonante oclusiva.
Sin embargo, el xiang ha sido fuertemente influenciado por el idioma gan y idioma mandarín, que rodean tres de los cuatro lados del territorio de habla xiang. El nuevo xiang ha perdido las obstruyentes sonoras, haciéndolo hasta cierto punto inteligible para los hablantes del mandarín suroeste.

## Distribución
El xiang es hablado por más de 36 millones de personas en China, principalmente en las partes central y sudoeste de la provincia de Hunan, en 20 condados de la provincia de Sichuan, los cuatro condados de Quanzhou (全州,Quán zhōu 灌阳,Guàn yáng 资源,Zīyuán 兴安,Xìngān) en el norte de la provincia de Guangxi, y las partes de la provincia de Guangdong.

## Dialectos
En el chino xiang las iniciales sonoras del chino medio devienen en iniciales no aspiradas en todas las categorías tonales. No obstante algunas variedades conservan la sonoridad en todos los tonos, pero la mayoría tienen iniciales sordas en algunas o todas las categorías tonales.
| gloss     | Chino medio | Chengbu | Shuangfeng | Shaoyang | Changsha |
| --------- | ----------- | ------- | ---------- | -------- | -------- |
| melocotón | 桃 daw      | dao2    | də2        | daɤ2     | taɤ2     |
| sentar    | 坐 dzwaX    | dzo6    | dzu6       | tso6     | tso6     |
| junto     | 共 gjowngH  | goŋ6    | gaŋ6       | koŋ6     | koŋ5     |
| blanco    | 白 baek     | ba7     | piɛ6       | pe6      | pɤ7      |

Tradicionalmente, los lingüistas distinguían dos subdivisiones de xiang: el antiguo y el nuevo. El antiguo xiang, la variedad menos influenciada por el mandarín, se habla al sur y el nuevo xiang hacia el norte de Hunan. Normalmente el dialecto de Shuanfeng se usa como representante del antiguo xiang y el dialecto de Changsha, del nuevo xiang.
En el influyente Atlas lingüístico de China se cambió las denominaciones de los subgrupos antiguo y nuevo xiang por lou-shao y chang-yi, respectivamente, y además se introdujo un nuevo subgrupo, ji-xu, hablado en el Oeste de Hunan. Posteriormente Bao y Chen (2005) introdujeron dos nuevos subgrupos extrayéndolos de los dos subgrupos tradicionales: dividieron el chang-yi para obtener el subgrupo hengzhou y el lou-shao para obtener el yong-quan. Además reclasificaron partes del subgrupo ji–xu como mandarín del Suroeste y renombraron el resto como chen-xu.
     Chang-yi
Hablantes: 17,8 millones. Las iniciales sonoras del chino medio se transforman en consonantes sordas no aspiradas. La mayoría de sus dialectos mantiene el tono entrante como una categoría separada.
     Hengzhou
Hablantes: 4,3 millones.
     Lou-shao
Hablantes: 11,5 millones. Aún tiene consonantes sonoras. El tono entrante no existe en la mayoría de sus dialectos.
     Yong-quan
Hablantes: 6,5 millones. Aún tiene consonantes sonoras.
     Chen-xu
Hablantes: 3,4 millones. Mantiene algunas de las consonantes sonoras.

## Comparación léxica
Los numerales en diferentes variedades de chino xiang son:
| GLOSA | Xiang de Changsha[4] | Xiang de Loudi | [5] PROTO- XIANG |
| ----- | -------------------- | -------------- | ---------------- |
| '1'   | i24                  | i13            | *i24             |
| '2'   | ə55                  | ɤ4             | *ə5              |
| '3'   | san33                | sã44           | *san3            |
| '4'   | sɿ55                 | sɿ35           | *sɿ5             |
| '5'   | u41                  | u42            | *u42             |
| '6'   | ləu24                | lɤu42          | *ləu3            |
| '7'   | tsʰi24               | tsʰi13         | *tsʰi24          |
| '8'   | pa24                 | pat13          | *pa24            |
| '9'   | tɕjəu41              | tɕjo42         | *tɕjəu42         |
| '10'  | ʂʅ24                 | ɕi35           | *ʂi35            |